# أرماندو دياز
أرماندو دياز (بالإيطالية: Armando Diaz) ـ (5 ديسمبر 1861 ـ 28 فبراير 1928) هو قائد عسكري إيطالي من أصل إسباني، وأحد مارشالات إيطاليا.

## مولده ونشأته العسكرية
ولد دياز في نابولي لأسرة من أصل إسباني، والتحق بالأكاديمية العسكرية في تورينو، حيث تخرج ضابطًا بالمدفعية. شارك في الحرب العثمانية الإيطالية قائدًا لفرقة المشاة 93 برتبة عقيد (كولونيل)، ثم رقي إلى رتبة لواء سنة 1914.

## الحرب العالمية الأولى
عندما اندلعت الحرب العالمية الأولى عُين في القيادة العيلا رئيسًا لعمليات الوحدة تحت قيادة الجنرال لويجي كادورنا، ثم رقي إلى رتبة جنرال بنجمتين (فريق) في يونيو 1916، ليتسلم قيادة الفرقة التاسعة والأربعين، ثم الفيلق الثالث والعشرين.

### قائدًا للجيش الإيطالي
في أكتوبر 1917 وقعت معركة كابوريتو، التي كانت كارثة بكل المقاييس للجيش الإيطالي، أدت إلى الإطاحة بقائده كادورنا، وتكليف دياز بخلافته في رئاسة الأركان في 8 نوفمبر 1917. وبعد أن لمّ دياز ما تفرق من شمل جيشه، قام بتنظيم دفاعاته سنة 1917 على جبل غرابا وعلى طول نهر بيافي، لينجح في صد الهجوم النمساوي. وفي صيف 1918 حقق دياز النصر في معركة نهر بيافي الفاصلة ثم في خريف نفس العام قاد دياز القوات الإيطالية إلى النصر في معركة فيتوريو فينيتو، التي أنهت الحرب على الجبهة الإيطالية. وقد أعلن أرماندو دياز انتصاره واندحار «ما كان يومًا أقوى جيوش العالم» في خطاب شهير سمي بخطاب النصر (بالإيطالية: Bollettino della Vittoria) أرّخه في 4 نوفمبر 1918.

## بعد الحرب
عُين دياز بعد الحرب عضوًا بمجلس الشيوخ، ورفعه الملك فيكتور عمانويل الثالث إلى مصاف النبلاء بمنحه لقب دوق النصر (بالإيطالية: Duca della Vittoria). كما عينه بنيتو موسوليني وزيرًا للحرب، ورقاه إلى رتبة مارشال. وبعد تقاعده سنة 1924، مُنح لقب مارشال إيطاليا.

## وفاته
توفي دياز في روما سنة 1928 ودُفن في كنيسة سانتا ماريا ديللي أنجلي إي دي مارتيري، ودُفن بجواره لاحقًا رفيق سلاحه في الحرب العالمية الأولى الأميرال باولو تاون دي ريفيل.